# Novosilka, Șumsk
Novosilka (în ucraineană Новосілка) este un sat în comuna Vilia din raionul Șumsk, regiunea Ternopil, Ucraina.

## Demografie
Componența lingvistică a localității Novosilka
     Ucraineană (97,87%)
     Rusă (2,13%)
Conform recensământului din 2001, majoritatea populației localității Novosilka era vorbitoare de ucraineană (97,87%), existând în minoritate și vorbitori de rusă (2,13%).